# Wzgórze odwagi
Wzgórza odwagi (ang. Courage Mountain) – amerykańsko-francuski film przygodowy z 1990 roku w reżyserii Christophera Leitcha. Film opowiada o dalszych losach głównej bohaterki powieści Heidi autorstwa Johanny Spyri, jednak twórcy popełnili pewną nieścisłość. W filmie, którego akcja toczy się w 1915 roku, Heidi jest nastolatką, podczas gdy w powieści opublikowanej w 1881 roku, Heidi ma pięć lat.

## Fabuła
Rok 1915, trwa I wojna światowa. Heidi, która ma już piętnaście lat, wyjeżdża ze szwajcarskiej wioski do szkoły we Włoszech. Jednak już po kilku miesiącach, działania wojenne przerywają jej edukacje. Wraz z kilkoma koleżankami, po które nie zdążyli przyjechać rodzice, Heidi trafia do sierocińca, którego dyrektor wykorzystuje powierzone mu dzieci do niewolniczej pracy. Dziewczyny planują ucieczkę.

## Obsada
- Juliette Caton - Heidi
- Joanna Clarke - Ursula
- Nicola Stapleton - Ilsa
- Jade Magri - Clarissa
- Kathryn Ludlow - Gudrun
- Charlie Sheen - Peter
- Jan Rubeš - dziadek Heidi
- Leslie Caron - Jane Hillary
- Yorgo Voyagis - Signor Bonelli
- Laura Betti - Signora Bonelli